# اولیویرو بئا
اولیویرو بئا (ایتالیایی: Oliviero Beha؛ ۱۴ ژانویهٔ ۱۹۴۹ – ۱۳ مهٔ ۲۰۱۷) روزنامه‌نگار، نویسنده، مقاله‌نویس و مجری رادیو و تلویزیون اهل ایتالیا بود.
از فیلم‌ها یا مجموعه‌های تلویزیونی که وی در آن‌ها نقش داشته‌است، می‌توان به نامزد اشاره نمود.